# پانزدهمین جشنواره بین‌المللی فیلم مسکو
پانزدهمین جشنواره بین‌المللی فیلم مسکو (انگلیسی: 15th Moscow International Film Festival)
از تاریخ ۶ تا ۱۷ ژوئیه در مسکو برگزارشد که جایزه طلایی این دوره از مسابقات به فیلم مصاحبه ساخته‌ی فدریکو فلینی داده‌شد.